# Nadřazenost bílé rasy
Nadřazenost bílé rasy (někdy bílá nadřazenost, bílý supremacismus) je přesvědčení, že běloši jsou nadřazeni příslušníkům jiných ras, a proto by jim měli dominovat. Toto přesvědčení přispívá k udržování moci a privilegií bělochů. Bílá nadřazenost má kořeny v dnes již zdiskreditované doktríně vědeckého rasismu a byla klíčovým ospravedlněním kolonialismu. Je základem řady současných hnutí včetně neokonfederace, neonacismu a Křesťanské identity.
Různé formy nadřazenosti bílé rasy předkládají různé představy o tom, kdo je považován za bělocha (ačkoli vzorem je obecně světlá pleť, světlé vlasy a modré oči neboli „árijské“ rysy, které jsou nejčastější v severní Evropě), a jednotlivé skupiny zastánců nadřazenosti bílé rasy označují za nepřátele různé rasy a etnika, nejčastěji lidi afrického původu, domorodé obyvatele Ameriky a Oceánie, Asiaty, rasově smíšené osoby, Latinské Američany, obyvatele Blízkého východu a Židy.
Jako politická ideologie vnucuje a udržuje sociální, politickou, historickou nebo institucionální nadvládu bělochů. Tato ideologie byla uvedena v život prostřednictvím socioekonomických a právních struktur, jako byl transatlantický obchod s otroky, zákony Jima Crowa ve Spojených státech, politika bílé Austrálie od 90. let 19. století do poloviny 70. let 20. století a apartheid v Jihoafrické republice. Tato ideologie je navíc ztělesněna v sociálním hnutí White power. Od počátku 80. let 20. století se hnutí White power zasazuje o svržení vlády Spojených států a vytvoření bílé domoviny za použití polovojenských taktik.
V akademickém prostředí, zejména v kritické rasové teorii nebo intersekcionalitě, může „nadřazenost bílé rasy“ také označovat sociální systém, v němž běloši požívají strukturálních výhod (privilegií) oproti jiným etnickým skupinám, a to jak na kolektivní, tak na individuální úrovni, navzdory formální rovnosti práv.

## Historie
Nadřazenost bílé rasy má ideologické základy, které sahají až k vědeckému rasismu 17. století. Tedy k převládajícímu paradigmatu lidské odlišnosti, který pomáhal formovat mezinárodní vztahy a rasovou politiku od druhé poloviny osvícenství až do konce 20. století, přičemž jeho konec je symbolizován dekolonizací a zrušením apartheidu v Jihoafrické republice v roce 1991, po němž následovaly první mezirasové volby v této zemi v roce 1994.

### Německo
Nacismus v Německu prosazoval myšlenku nadřazeného germánského lidu neboli árijské rasy. Představy o nadřazenosti bílé rasy a nadřazenosti árijců se propojily v 19. století, kdy zastánci nadřazenosti bílé rasy zastávali názor, že běloši jsou příslušníky árijské „panské rasy“, která je nadřazená ostatním rasám, zejména Židům, které označovali za „semitskou rasu“, Slovanům a Romům, které spojovali s „kulturní sterilitou“. Arthur de Gobineau, francouzský rasový teoretik a šlechtic, obviňoval z pádu ancien régime ve Francii rasovou degeneraci způsobenou míšením ras, které podle něj zničilo „čistotu“ nordické nebo germánské rasy. Gobineauovy teorie, které si získaly silné zastánce v Německu, zdůrazňovaly existenci nesmiřitelné polarity mezi árijskými či germánskými národy a židovskou kulturou.[zdroj?]
Jako hlavní rasový teoretik nacistické strany dohlížel Alfred Rosenberg na vytvoření lidského rasového „žebříčku“, který ospravedlňoval Hitlerovu rasovou a etnickou politiku. Rosenberg prosazoval nordickou teorii, která považovala nordickou rasu za „nadřazenou“, nadřazenou všem ostatním, včetně ostatních Árijců (Indoevropanů). Rosenberg si rasový termín Untermensch vypůjčil z názvu knihy člena Ku-klux-klanu Lothropa Stoddarda z roku 1922, která nesla název The Revolt Against Civilization: The Menace of the Under-man (Vzpoura proti civilizaci: Hrozba podčlověka). Později ji nacisté převzali z německé verze této knihy Der Kulturumsturz: Die Drohung des Untermenschen (1925). Rosenberg byl předním nacistou, který Stoddardovi přisoudil koncept východoevropského „podčlověka“. Stoddard byl zastáncem amerických imigračních zákonů, které zvýhodňovaly Severoevropany, a psal především o údajném nebezpečí, které „barevní“ představují pro bílou civilizaci, a v roce 1920 napsal knihu The Rising Tide of Color Against White World-Supremacy (Rostoucí příliv barevných proti bělošské nadvládě nad světem). Při zavádění restriktivního systému vstupu do Německa v roce 1925 psal Hitler o svém obdivu k americkým imigračním zákonům: „Americká unie kategoricky odmítá přistěhovalectví fyzicky nezdravých živlů a přistěhovalectví některých ras jednoduše vylučuje.“
Německá chvála amerického institucionálního rasismu, která se dříve objevila v Hitlerově Mein Kampfu, se projevovala nepřetržitě po celá 30. léta. Nacističtí právníci byli zastánci využívání amerických vzorů. Rasově založené americké občanství a zákony proti míšení ras byly přímou inspirací pro vznik norimberských rasových zákonů. V zájmu zachování árijské nebo nordické rasy zavedli nacisté v roce 1935 norimberské zákony, které zakazovaly sexuální vztahy a sňatky mezi Němci a Židy a později i mezi Němci a Romy a Slovany. Nacisté používali Mendelovu teorii dědičnosti, aby dokázali, že společenské vlastnosti jsou vrozené, a tvrdili, že s určitými obecnými vlastnostmi, jako je vynalézavost nebo zločinné chování, je spojena rasová podstata.
Podle výroční zprávy německé vnitřní zpravodajské služby (Spolkového úřadu pro ochranu ústavy) z roku 2012 žilo v Německu v té době 26 000 pravicových extremistů, z toho 6000 neonacistů.

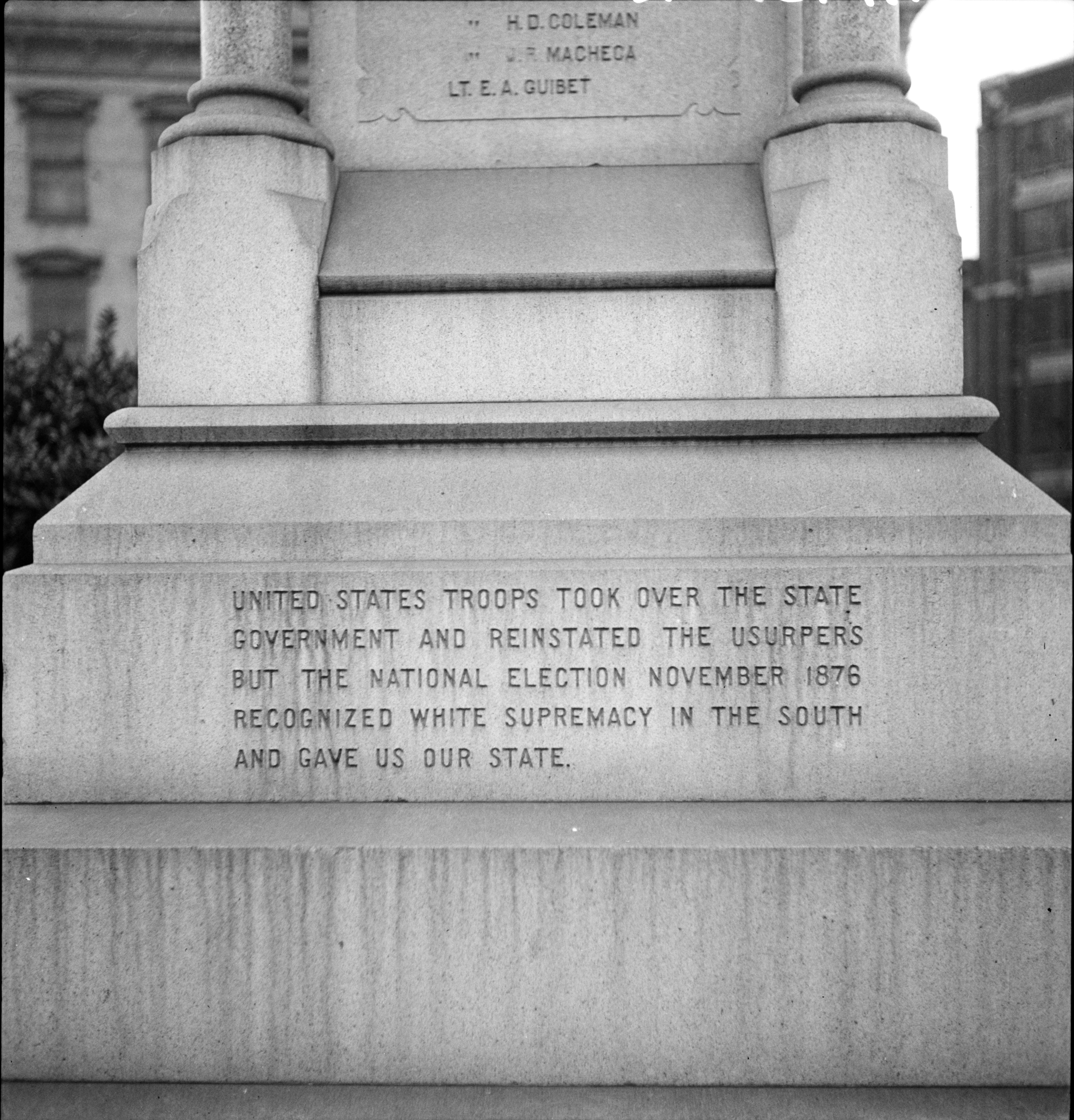
Bitva nazývaná Battle of Liberty Place byl pokus o státní převrat, který 14. září 1874 v New Orleansu, tehdejším hlavním městě Louisiany, provedla Crescent City White League (Bílá liga města půlměsíce) proti republikánské vládě státu. Památník bitvy byl postaven v roce 1891 vládou New Orleans, kde převládali běloši. Nápis přidaný v roce 1932 uvádí, že prezidentské volby v USA v roce 1876 uznaly „nadvládu bílých na Jihu a daly nám náš stát“. V roce 2017 byl odstraněn a umístěn do skladu.

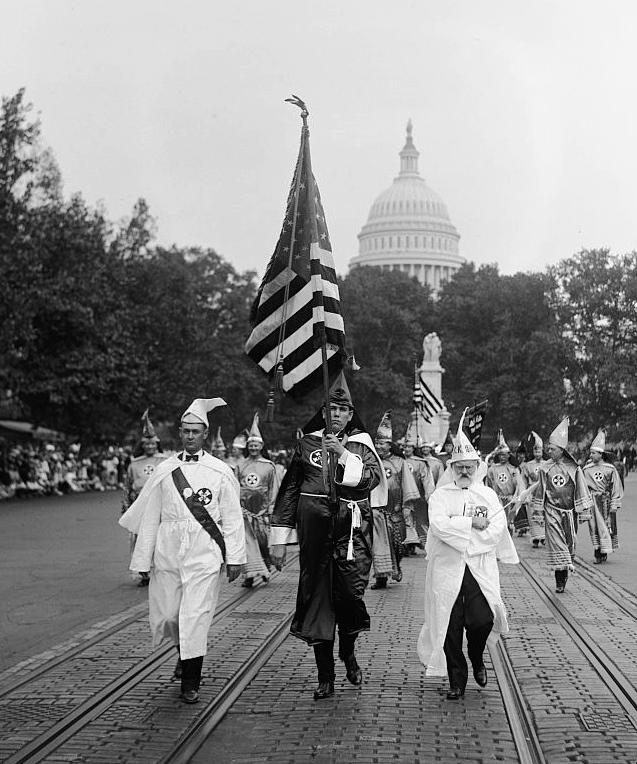
Průvod Ku-klux-klanu ve Washingtonu v roce 1926

### Spojené státy americké
Nadřazenost bílé rasy byla ve Spojených státech dominantním postojem před občanskou válkou i po ní a přetrvávala ještě několik desetiletí po éře rekonstrukce. Na Jihu v období před americkou občanskou válkou byla zdůrazněna mimo jiné držením Afroameričanů v otroctví, kdy byla čtyřem milionům z nich odepřena svoboda. Po vypuknutí americké občanské války byla snaha o udržení nadřazenosti bílé rasy uváděna jako důvod pro odtržení států a vznik Konfederovaných států amerických. V editorialu o původních obyvatelích Ameriky a amerických indiánských válkách v roce 1890 napsal spisovatel Lyman Frank Baum: „Běloši jsou podle práva dobytí a civilizační spravedlnosti pány amerického kontinentu a nejlepší bezpečnost pohraničních osad bude zajištěna úplným vyhlazením několika zbývajících indiánů.“
Naturalizační zákon z roku 1790 omezil americké občanství pouze na bělochy. V některých částech Spojených států bylo mnoho lidí, kteří nebyli považováni za bělochy, zbaveno volebního práva, nesměli zastávat vládní funkce a většinu státních zaměstnání nemohli vykonávat až do druhé poloviny 20. století. Profesor Leland T. Saito z University of Southern California píše: „Po celou historii Spojených států běloši využívali rasu k legitimizaci a vytváření rozdílů a sociálního, ekonomického a politického vyloučení.“
Odepírání sociální a politické svobody menšinám pokračovalo až do poloviny 20. století, což vyústilo v hnutí za občanská práva. Sociolog Stephen Klineberg uvedl, že imigrační zákony USA před rokem 1965 jasně deklarovaly, že „Severoevropané jsou nadřazeným poddruhem bílé rasy“. Zákon o imigraci a občanství z roku 1965 umožnil vstup do USA i jiným než germánským skupinám a v důsledku toho výrazně změnil demografickou strukturu v USA. Šestnáct amerických států zakazovalo mezirasové sňatky prostřednictvím zákonů proti míšení až do roku 1967, kdy byly tyto zákony zrušeny rozhodnutím Nejvyššího soudu USA ve věci Loving v. Virginia. Tyto úspěchy v polovině století měly zásadní vliv na politické názory bílých Američanů; segregace a nadřazenost bílé rasy, které byly veřejně podporovány ve 40. letech, se v polovině 70. let staly v bělošské komunitě menšinovými názory a v 90. letech se v průzkumech nadále snižovaly na jednociferné procento. Podle sociologa Howarda Winanta tyto změny znamenaly konec „monolitické nadřazenosti bílé rasy“ ve Spojených státech.
Po polovině 60. let zůstala nadřazenost bílé rasy důležitou ideologií americké krajní pravice. Podle Kathleen Belewové, historičky rasismu ve Spojených státech, se bělošská militantnost po válce ve Vietnamu posunula od podpory stávajícího rasového řádu k radikálnějšímu postoji (označovanému jako „bílá síla“ nebo „bílý nacionalismus“), jehož cílem bylo svržení vlády Spojených států a vytvoření bílé domoviny. Tyto protivládní ozbrojené organizace jsou jedním ze tří hlavních proudů násilných pravicových hnutí ve Spojených státech, dalšími dvěma jsou bílé supremacistické skupiny (jako Ku-klux-klan, neonacistické organizace a rasističtí skinheadi) a náboženské fundamentalistické hnutí (jako je Křesťanská identita). Howard Winant píše, že „na krajní pravici je základním kamenem bělošské identity víra v nevyhnutelný a nezměnitelný rasový rozdíl mezi bělochy a nebílými.“ Podle filozofa Jasona Stanleyho je nadřazenost bílé rasy ve Spojených státech příkladem fašistické politiky hierarchie, protože „vyžaduje a předpokládá trvalou hierarchii“, v níž běloši ovládají a kontrolují nebělochy.
V roce 2020 napsal černošský publicista Charles M. Blow v deníku The New York Times článek s názvem „Jak se bílé ženy používají jako nástroje teroru“:
| „ | Často rádi děláme z bílé nadřazenosti testosteronový maskulinní projev, ale je stejně pravděpodobné, že bude nosit podpatky jako kapuci. Nevyčíslitelné množství lynčů bylo skutečně vykonáno proto, že bílé ženy tvrdily, že je černoch znásilnil, napadl, mluvil s nimi nebo se na ně díval. Rasový masakr v Tulse, zničení černošské Wall Street, byl podnícen incidentem mezi bílou výtahářkou a černochem. Jak upozornila Oklahomská historická společnost, nejrozšířenějším vysvětlením bylo, že jí šlápl na palec u nohy. Kvůli tomu bylo zabito až 300 lidí. K mučení a vraždě čtrnáctiletého Emmetta Tilla v roce 1955, což byl vlastně lynč, došlo proto, že jedna běloška řekla, že ji „chytil a choval se k ní hrozivě a sexuálně hrubě“. Tato praxe, toto cvičení v rasovém extremismu, se přenesla do moderní doby prostřednictvím bombardování tísňové linky 9-1-1, často bílými ženami dovolávajícími se moci a síly policie, která je jim plně známa jako nepřátelská vůči černochům. To se opět projevilo, když bílá žena v newyorském Central Parku řekla černochovi, pozorovateli ptáků, že zavolá policii a řekne jí, že ji ohrožuje na životě. | “ |

Někteří akademici tvrdí, že výsledky prezidentských voleb ve Spojených státech v roce 2016 odrážejí přetrvávající problémy s nadřazeností bílé rasy. Psycholožka Janet Helmsová navrhla, že normalizátorské chování společenských institucí vzdělávání, vlády a zdravotnictví je organizováno na základě „práva na kontrolu nad společenskými zdroji a určování pravidel pro tyto zdroje“. Pedagogové, literární teoretici a další odborníci zaměření na politiku si kladou podobné otázky a spojují svalování viny na znevýhodněné skupiny obyvatelstva s nadřazeností bílé rasy. V roce 2018 bylo v USA zaznamenáno více než 600 organizací podporujících nadřazenost bílé rasy.
Dne 23. července 2019 šéf Federálního úřadu pro vyšetřování (FBI) Christopher A. Wray při slyšení v senátním výboru pro soudnictví uvedl, že od 1. října 2018 FBI zatkl asi 100 osob kvůli vnitrostátnímu terorismu a že většina z nich nějakým způsobem souvisí s nadřazeností bílé rasy. Wray uvedl, že úřad „agresivně stíhá [vnitrostátní terorismus] s využitím jak protiteroristických zdrojů, tak zdrojů pro vyšetřování trestných činů a úzce spolupracuje s našimi státními a místními partnery“. Dále však uvedl, že se zaměřuje na samotné násilí, nikoli na jeho ideologický základ. Podobný počet zatčení byl proveden v případech mezinárodního terorismu. V minulosti Wray uvedl, že nadřazenost bílé rasy představuje pro USA významnou a „všudypřítomnou“ hrozbu.
Dne 20. září 2019 oznámil úřadující ministr vnitřní bezpečnosti Kevin McAleenan revidovanou strategii svého ministerstva pro boj proti terorismu, která obsahuje nový důraz na nebezpečí spojené s hnutím za nadřazenost bílé rasy. McAleenan označil nadřazenost bílé rasy za jednu z „nejsilnějších ideologií“ stojících za násilnými činy souvisejícími s domácím terorismem. Ve svém projevu v Brookings Institution McAleenan citoval řadu známých případů střeleckých útoků a řekl: „V naší moderní době je přetrvávající hrozba rasově založeného násilného extremismu, zejména extremismu nadřazenosti bílé rasy, odpornou urážkou národa, boje a jednoty jeho různorodého obyvatelstva.“ Nová strategie bude zahrnovat lepší sledování a analýzu hrozeb, sdílení informací s místními úředníky, školení místních orgánů činných v trestním řízení, jak se vypořádat se střeleckými událostmi, odrazování od umísťování nenávistných stránek na internetu a podněcování ke sdílení protiargumentů.

#### Školní osnovy
Nadřazenost bílé rasy se promítla i do školních osnov v USA. V průběhu 19., 20. a 21. století byla látka napříč spektrem vědních oborů vyučována s velkým důrazem na kulturu, přínos a zkušenosti bělochů a s nedostatečným pokrytím perspektivy a úspěchů jiných než bělošských skupin. V 19. století se v hodinách zeměpisu učilo o pevné rasové hierarchii, kterou běloši převyšovali. Mills (1994) píše, že vyučovaná historie je ve skutečnosti historií bělochů a je vyučována způsobem, který upřednostňuje bílé Američany a bělochy obecně. Uvádí, že jazyk používaný při vyprávění dějin minimalizuje násilné činy spáchané bělochy v průběhu stovek let, a jako příklad uvádí používání slov „objevení“, „kolonizace“ a „Nový svět“ při popisu toho, co bylo nakonec evropským dobytím západní polokoule a jejích původních obyvatel. Swartz (1992) podporuje tento výklad moderních dějin, pokud jde o zkušenosti, odpor a úspěchy černých Američanů v období otroctví, rekonstrukce, Jima Crowa a hnutí za občanská práva. V analýze amerických učebnic dějepisu upozorňuje na volbu slov, která opakovaně „normalizují“ otroctví a nelidské zacházení s černochy. Všímá si také častého vyzdvihování bělošských abolicionistů a faktického vylučování černošských abolicionistů a skutečnosti, že černí Američané se mobilizovali za zrušení abolicionismu již po staletí před velkou snahou bělošských Američanů o zrušení abolicionismu v 19. století. Nakonec tvrdí, že ve školních osnovách, zejména pokud jde o dějiny, je přítomný metanarativ, který se soustřeďuje na Evropu a s ní spojené národy (bělochy). Uvedl, že tento metanarativ zhušťuje dějiny pouze na historii, která je relevantní a do jisté míry prospěšná pro bílé Američany.
Elson (1964) poskytuje podrobné informace o tom, jak se v minulosti šířily zjednodušené a negativní představy o nebílých rasách. Domorodí Američané, kteří byli vystaveni pokusům o kulturní genocidu ze strany americké vlády prostřednictvím internátních škol pro americké indiány, byli celkově charakterizováni jako „krutí“, násilně ohrožující bílé Američany a postrádající civilizační a společenskou komplexnost (s. 74). Například v 19. století byli černí Američané neustále zobrazováni jako líní, nevyspělí, intelektuálně a morálně méněcenní než bílí Američané a v mnoha ohledech si nezasloužili rovnoprávné zapojení do americké společnosti. Například matematická úloha v učebnici z 19. století zněla: „Jestliže 5 bělochů dokáže udělat tolik práce jako 7 černochů...“, což naznačovalo, že běloši jsou pracovitější a schopnější než černoši (s. 99). Kromě toho se téměř nikdo neučil o přínosu černých Američanů nebo o jejich historii předtím, než byli přivezeni na americkou půdu jako otroci. Podle Waynea (1972) byl tento přístup uplatňován zejména po americké občanské válce, aby si běloši udrželi hegemonii nad emancipovanými černochy. Útlaku se nevyhnuly ani další rasové skupiny, například Američané mexického původu, kteří se nesměli nějakou dobu učit podle stejných osnov jako běloši, protože byli údajně intelektuálně méněcenní, a Američané asijského původu, z nichž někteří se na přelomu 19. a 20. století nemohli dozvědět mnoho o zemi svých předků, protože byli považováni za hrozbu pro „americkou“, tj. bělošskou kulturu.

#### Vliv médií
Bílá nadřazenost je zobrazována v hudebních videoklipech, hraných filmech, dokumentárních filmech, deníkových záznamech a na sociálních sítích. Němé filmové drama Zrození národa z roku 1915 sledovalo rostoucí rasové, ekonomické, politické a geografické napětí, které vedlo k Proklamaci emancipace a k jižanské rekonstrukci, jež způsobila zrod Ku-klux-klanu.
David Duke, bývalý Velký čaroděj Ku-klux-klanu, věřil, že internet „vyvolá řetězovou reakci rasové osvěty, která otřese světem“. Jessie Danielsová z CUNY-Hunter College rovněž uvedla, že rasistické skupiny vidí v internetu způsob, jak šířit své ideologie, ovlivňovat ostatní a získávat příznivce. Právní vědec Richard Hasen popisuje „temnou stránku“ sociálních médií:
Před internetem a sociálními médii jistě existovaly nenávistné skupiny. Ale se sociálními médii je jednodušší se organizovat, šířit informace, aby lidé věděli, kam jít. Může jít o získávání peněz nebo o útoky na sociálních sítích. Některé aktivity jsou virtuální. Některé se odehrávají na fyzickém místě. Sociální média snížila sociální dilemata, kterým by čelili jednotlivci, kteří by mohli chtít být v nenávistné skupině. Můžete vidět, že existují lidé, jako jste vy. To je temná stránka sociálních médií.
Díky vzniku Twitteru (v roce 2006) a portálů jako Stormfront (v roce 1996) vznikla široká alt-right platforma, na které se mohou spojit dospělí i děti s podobným přesvědčením. Daniels hovořil o vzniku dalších sociálních médií, jako je 4chan a Reddit, což znamenalo, že „šíření bílých nacionalistických symbolů a myšlenek mohlo být urychleno a zesíleno“. Socioložka Kathleen Bleeová poznamenává, že díky anonymitě, kterou internet poskytuje, může být obtížné sledovat rozsah aktivit bílých supremacistů v zemi, přesto však ona i další odborníci zaznamenávají nárůst počtu zločinů z nenávisti a násilí ze strany bílých supremacistů. V poslední vlně nadřazenosti bílé rasy, v době internetu, se podle Bleeho toto hnutí stalo především virtuálním hnutím, v němž se stírají rozdíly mezi skupinami: „Všechny tyto různé skupiny, které se míchají dohromady jako alt-right a lidé, kteří přišli z tradičnějšího neonacistického světa. Jsme teď ve zcela jiném světě.“
Seriál na YouTube, který uvádí vnuk Thomase Robba, národního ředitele Rytířů Ku Klux Klanu, „představuje ideologii Klanu formou určenou dětem - konkrétně bílým dětem“. Krátké epizody brojí proti míšení ras a vychvalují další ideologie nadřazenosti bílé rasy. Krátký dokument zveřejněný televizí TRT popisuje zkušenosti Imrana Gardy, novináře indického původu, který se setkal s Thomasem Robbem a tradiční skupinou KKK. Na ceduli, která vítá lidi vstupující do města, stojí: „Rozmanitost je šifrou pro bílou genocidu“. Skupina KKK, s níž je v dokumentu veden rozhovor, shrnuje své ideály, zásady a přesvědčení, které jsou příznačné pro bílé supremacisty ve Spojených státech. Komiksového superhrdinu Kapitána Ameriku využila alt-right v roce 2017 pro politiku psích píšťalek (používání kódovaného nebo sugestivního jazyka v politických sděleních s cílem získat podporu určité skupiny, aniž by to vyvolalo odpor) při náboru do vysokoškolských kampusů (navzdory tomu, že Kapitán Amerika v komiksech bojoval proti nacistům a byl vytvořen židovskými kreslíři).

### Britské společenství národů
V roce 1937 řekl Winston Churchill Královské komisi pro Palestinu:
| „ | Neuznávám například, že se stala velká křivda rudým indiánům v Americe nebo černochům v Austrálii. Neuznávám, že se těmto lidem tím, že na jejich místo přišla silnější rasa, rasa vyššího stupně, světově moudřejší rasa, abych tak řekl, stala nějaká křivda. | “ |

Britský historik Richard Toye, autor knihy Churchillovo impérium, uvedl, že Churchill si skutečně myslel, že běloši jsou nadřazení.

#### Jihoafrická republika
Řada jihoafrických zemí zažila během globální dekolonizace vážné rasové napětí a konflikty, zejména když bílí Afričané evropského původu bojovali za ochranu svého privilegovaného sociálního a politického postavení. Rasová segregace v Jihoafrické republice začala již v koloniálních dobách pod vládou Nizozemského císařství. Pokračovala, když Britové v roce 1795 obsadili mys Dobré naděje. Apartheid jako oficiálně strukturovanou politiku zavedla Národní strana ovládaná Afrikánci po všeobecných volbách v roce 1948. Legislativa apartheidu rozdělovala obyvatele do čtyř rasových skupin - „černí“, „bílí“, „barevní“ a „indiáni“, přičemž barevní se dělili na několik podskupin. V roce 1970 afrikánská vláda zrušila politické zastoupení osob jiné než bílé pleti a od téhož roku byli černoši zbaveni jihoafrického občanství. Jihoafrická republika zrušila apartheid v roce 1991.

#### Rhodesie
V Rhodesii vydala převážně bělošská vláda vlastní jednostranné prohlášení o nezávislosti na Spojeném království během neúspěšného pokusu vyhnout se okamžité vládě většiny. Po občanské válce v Rhodesii, kterou vedli afričtí nacionalisté, přistoupil rhodéský premiér Ian Smith v roce 1978 na dvourasové politické zastoupení a v roce 1980 byl stát uznán Spojeným královstvím jako Zimbabwe.

### Rusko
Neonacistické organizace hlásící se k ideologii nadřazenosti bílé rasy působí v mnoha zemích světa. V roce 2007 se tvrdilo, že ruští neonacisté tvoří „polovinu všech neonacistů na světě“.
Režim prezidenta Putina je známý svou spoluprací s bílými supremacisty na domácí i mezinárodní scéně.

### Ukrajina
V červnu 2015 předložili demokratický poslanec John Conyers a jeho republikánský kolega Ted Yoho dvoustranné pozměňovací návrhy, aby zablokovali americký vojenský výcvik ukrajinského praporu Azov, který Conyers a Yoho označili za „neonacistickou polovojenskou milici“. Někteří členové praporu se otevřeně hlásí k nadřazenosti bílé rasy.

### Nový Zéland
Při dvou po sobě následujících teroristických útocích v mešitě Al Noor a v islámském centru Linwood, které 15. března 2019 provedl australský bílý supremacista, zemřelo 51 lidí. Teroristické útoky označila premiérka Jacinda Ardernová za „jeden z nejtemnějších dnů Nového Zélandu“. Dne 27. srpna 2020 byl střelec odsouzen na doživotí bez možnosti podmínečného propuštění.

## Akademické použití termínu
Termín nadřazenost bílé rasy se v některých vědeckých studiích o rasové moci používá pro označení systému strukturálního nebo společenského rasismu, který upřednostňuje bílé lidi před ostatními, bez ohledu na přítomnost či nepřítomnost rasové nenávisti. Podle této definice se rasové výhody bílých vyskytují jak na kolektivní, tak na individuální úrovni (ceteris paribus, tj. při porovnávání jedinců, kteří se relevantně neliší jinak než etnickou příslušností). Právní vědkyně Frances Lee Ansleyová vysvětluje tuto definici následovně:
| „ | „Nadřazeností bílé rasy“ nemám na mysli pouze vědomý rasismus nenávistných bílých supremacistických skupin. Mám spíše na mysli politický, ekonomický a kulturní systém, v němž běloši v drtivé většině ovládají moc a materiální zdroje, vědomé i nevědomé představy o nadřazenosti a oprávněnosti bělochů jsou velmi rozšířené a vztahy nadvlády bělochů a podřízenosti nebělochů se denně odehrávají v celé řadě institucí a sociálních prostředí. | “ |

Tuto a podobné definice přijali nebo navrhli Charles W. Mills, Bell Hooks, David Gillborn, Jessie Daniels a Neely Fuller Jr. a jsou široce používány v kritické rasové teorii a intersekcionálním feminismu. Tento termín používají i někteří antirasističtí pedagogové, například Betita Martinez a workshop Challenging White Supremacy. Tento termín vyjadřuje historickou kontinuitu mezi obdobím před hnutím za občanská práva, kdy existovala otevřená nadřazenost bílé rasy, a současnou rasovou mocenskou strukturou Spojených států. Vyjadřuje také niterný dopad strukturálního rasismu prostřednictvím „provokativního a brutálního“ jazyka, který charakterizuje rasismus jako „hanebný, globální, systémový a neustálý“. Odborní uživatelé tohoto termínu mu někdy dávají přednost před pojmem rasismus, protože umožňuje rozlišovat mezi rasistickými pocity a bílou rasovou výhodou či privilegiem. John McWhorter, odborník na jazyk a rasové vztahy, vysvětluje postupné nahrazování výrazu „rasismus“ výrazem „bílá nadřazenost“ tím, že „silné výrazy potřebují obnovu, zejména pokud jsou hojně používány“, a uvádí paralelu s nahrazováním výrazu „šovinistický“ výrazem „sexistický“.
Jiní myslitelé kritizují nedávný nárůst popularity tohoto termínu mezi levicovými aktivisty jako kontraproduktivní. John McWhorter popsal, že používání „nadřazenosti bílé rasy“ se odchyluje od jeho obecně přijímaného významu a zahrnuje méně extrémní problémy, čímž tento termín zlevňuje a potenciálně vykolejuje produktivní diskusi. Politický publicista Kevin Drum připisuje rostoucí popularitu tohoto termínu častému používání Ta-Nehisi Coatesem a označuje ho za „strašný výstřelek“, který nedokáže vyjádřit nuance. Tvrdí, že tento termín by měl být vyhrazen těm, kteří se snaží prosazovat myšlenku, že běloši jsou ze své podstaty nadřazeni černochům, a neměl by se používat k charakterizování méně zjevně rasistických názorů nebo činů. Akademické používání tohoto termínu pro označení systémového rasismu kritizoval Conor Friedersdorf kvůli zmatení široké veřejnosti, protože se liší od běžnější slovníkové definice; podle něj může odradit ty, které chce přesvědčit.

## Ideologie a hnutí
Stoupenci nordicismu považují „nordické národy“ za nadřazenou rasu. Na počátku 19. století se nadřazenost bílé rasy spojovala s nově vznikajícími teoriemi rasové hierarchie. Německý filozof Arthur Schopenhauer přisuzoval kulturní prvenství bílé rase:
| „ | Nejvyšší civilizace a kultura se kromě starých hinduistů a Egypťanů vyskytuje výhradně mezi bílými rasami a dokonce i u mnoha tmavých národů má vládnoucí kasta nebo rasa světlejší barvu pleti než ostatní, a proto se zřejmě přistěhovala, například Brahmáni, Inkové a vládci jihomořských ostrovů. To vše je dáno tím, že nutnost je matkou vynálezů, protože ty kmeny, které brzy emigrovaly na sever a tam postupně zbělely, musely rozvinout všechny své intelektuální schopnosti a vynalézt a zdokonalit všechna řemesla v boji s nouzí, nedostatkem a bídou, kterou v mnoha podobách přinášelo podnebí. | “ |

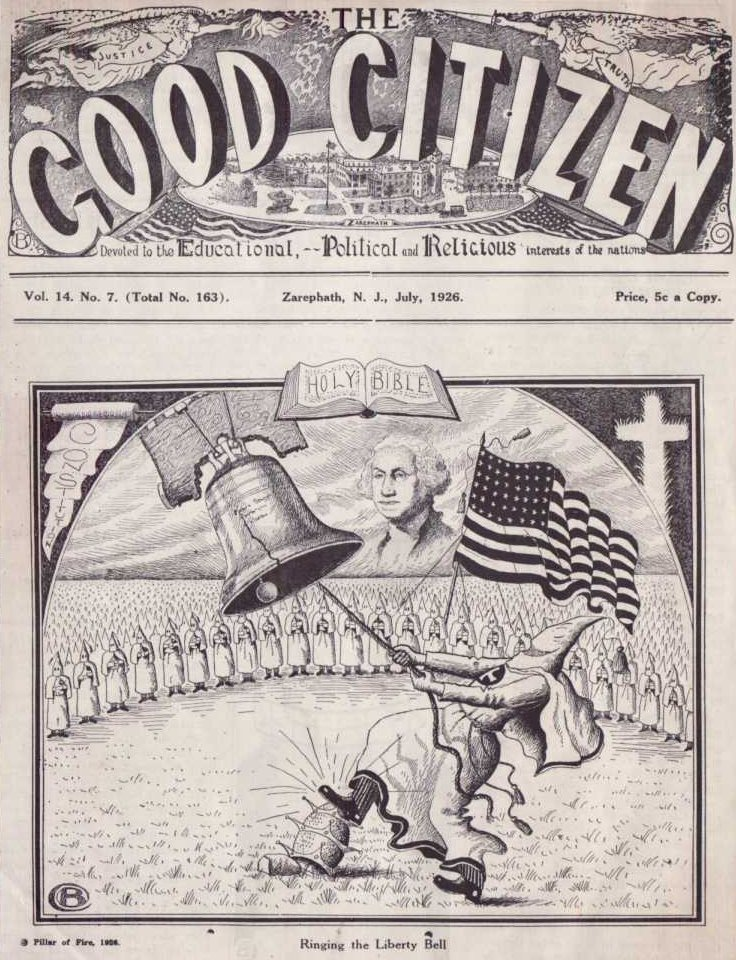
The Good Citizen z roku 1926, publikovaný církví Pillar of Fire

Eugenik Madison Grant ve své knize The Passing of the Great Race z roku 1916 tvrdil, že nordická rasa je zodpovědná za většinu velkých úspěchů lidstva a že příměsi jsou „rasovou sebevraždou“. V této knize byli Evropané, kteří nejsou germánského původu, ale mají nordické rysy, jako jsou blond/červené vlasy a modré/zelené/šedé oči, považováni za nordickou příměs a vhodné pro árijizaci.

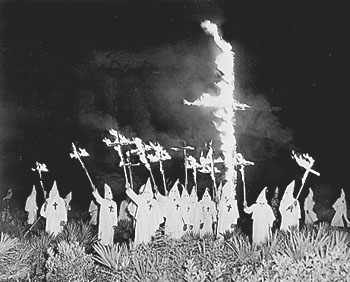
Členové druhého Ku-klux-klanu na shromáždění v roce 1923.

Ve Spojených státech je Ku-klux-klan (KKK) skupinou, která je nejvíce spojována s hnutím nadřazenosti bílé rasy. Mnoho bílých supremacistických skupin vychází z konceptu zachování genetické čistoty a nezaměřuje se pouze na diskriminaci na základě barvy pleti. Důvody podpory rasové segregace ze strany KKK nejsou primárně založeny na náboženských ideálech, ale některé skupiny Klanu jsou otevřeně protestantské. KKK a další bílé supremacistické skupiny, jako jsou Árijské národy, Řád a Strana bílých vlastenců, jsou považovány za antisemitské.
Nacistické Německo hlásalo nadřazenost bílé rasy na základě přesvědčení, že árijská rasa neboli Němci jsou nadřazenou rasou. To bylo spojeno s eugenickým programem, jehož cílem byla rasová čistota prostřednictvím povinné sterilizace nemocných jedinců a vyhlazení Untermenschen („podlidí“): To nakonec vyvrcholilo holokaustem, který se týkal Slovanů, Židů a Romů.
Křesťanská identita je další hnutí úzce spjaté s nadřazeností bílé rasy. Někteří zastánci nadřazenosti bílé rasy se označují za odinisty, ačkoli mnozí odinisté nadřazenost bílé rasy odmítají. Některé bílé supremacistické skupiny, jako například jihoafrický Boeremag, spojují prvky křesťanství a odinismu. Hnutí Creativity Movement (dříve známé jako „Světová církev Stvořitele“) je ateistické a odsuzuje křesťanství a další teistická náboženství. Kromě toho je její ideologie podobná mnoha skupinám křesťanské identity, protože věří v antisemitskou konspirační teorii, podle níž existuje „židovské spiknutí“, které ovládá vlády, bankovní průmysl a média. Matthew F. Hale, zakladatel Světové církve Stvořitele, publikoval články, v nichž uvádí, že všechny jiné rasy než bílá jsou „bahenní rasy“, což učí i náboženství této skupiny.
Ideologie nadřazenosti bílé rasy se spojuje s rasistickou frakcí skinheadské subkultury, přestože když se skinheadská kultura koncem 60. let 20. století ve Spojeném království poprvé rozvinula, byla silně ovlivněna černošskou módou a hudbou, zejména jamajským reggae a ska a afroamerickou soulovou hudbou.
Náborové aktivity bílých supremacistů probíhají především na místní úrovni a na internetu. Široký přístup k internetu vedl k dramatickému nárůstu počtu webových stránek bílých supremacistů. Internet poskytuje prostor pro otevřené vyjadřování bílých supremacistických myšlenek bez velkých společenských nákladů, protože lidé, kteří tyto informace zveřejňují, mohou zůstat v anonymitě.

### Bílý separatismus
Bílý separatismus je politické a sociální hnutí, které usiluje o oddělení bělochů od příslušníků jiných ras a etnik. To může zahrnovat vytvoření bílého etnostátu odstraněním nebělochů ze stávajících komunit nebo vytvořením nových komunit na jiných místech.
Většina moderních badatelů nepovažuje bílý separatismus za odlišný od přesvědčení o nadřazenosti bílé rasy. Anti-Defamation League definuje bílý separatismus jako „formu nadřazenosti bílé rasy“; Southern Poverty Law Center definuje bílý nacionalismus i bílý separatismus jako „ideologie založené na nadřazenosti bílé rasy“. Facebook zakázal obsah, který je otevřeně bíle nacionalistický či separatistický, protože „bílý nacionalismus a bílý separatismus nelze smysluplně oddělit od nadřazenosti bílé rasy a organizovaných nenávistných skupin“.
Používání tohoto termínu k sebeidentifikaci bylo kritizováno jako nekalý řečnický trik. Anti-Defamation League tvrdí, že bílí supremacisté tento výraz používají, protože se domnívají, že má méně negativních konotací než termín bílý supremacista.
Dobratz & Shanks-Meile uvádějí, že stoupenci obvykle odmítají manželství „mimo bílou rasu“. Argumentovali existencí „rozdílu mezi touhou bílého nadřazence dominovat (jako v apartheidu, otroctví nebo segregaci) a úplným oddělením podle rasy“. Tvrdili, že jde o pragmatickou záležitost, že zatímco mnozí bílí supremacisté jsou zároveň bílými separatisty, současní bílí separatisté odmítají názor, že návrat k systému segregace je ve Spojených státech možný nebo žádoucí.
Mezi zastánce bílého separatismu patří například David Duke, Nick Griffin, Ben Klassen, Robert Jay Mathews, William Luther Pierce, Eugène Terre'Blanche nebo Varg Vikernes. Mezi spřízněné organizace a filozofie se řadí etnopluralismus, Árijské bratrstvo, eurocentrismus, Ku Klux Klan či národní anarchismus.

## Politické násilí
Tuskegee Institute odhaduje, že v letech 1882–1968 se ve Spojených státech stalo obětí lynčování 3 446 černochů, přičemž vrchol nastal v 90. letech 19. století, v době ekonomického napětí na Jihu a rostoucího politického potlačování černochů. V tomto období sice bylo lynčováno také 1297 bělochů, ale černoši byli neúměrně častým terčem lynčování, neboť představovali 72,7 % všech lynčovaných osob. Podle badatelky Amy L. Woodové „fotografie lynčování vytvářely a upevňovaly ideologii nadřazenosti bílé rasy tím, že vytvářely trvalé obrazy mocných bílých občanů v kontrastu s obrazy bezmocných a bezvládných černochů“.